# نیار (اردبیل)
نیار یکی از محله‌های شهر اردبیل است که محل تولد مقدس اردبیلی است. نیار در استان اردبیل، شهرستان اردبیل، بخش مرکزی، دهستان شرقی قرار دارد.
با ظهور صفویان پیشرفت شهر اردبیل به سمت شمال و شرق اردبیل بود از این رو نیار که در جنوب شهر اردبیل قرار داشت در انزوا ماند و کم کم از بافت شهری جدا شد، در زمان قاجاریان نیار به عنوان یکی از روستاهای دهستان شرقی شهرستان اردبیل آمارگیری شد.
با سرکار آمدن رژیم پهلوی و به دنبال آن در سال ۱۳۴۲ اهالی نیار به عنوان اولین روستا در ایران به سیاست های روستا ستیزانه آن زمان اعتراض کردند و پیشگام شروع انقلاب سفید شدند، به صورتی که محمدرضا شاه پهلوی شخصا به همراه فرح پهلوی برای تقسیم اراضی به روستای نیار رفتند.
با شروع انقلاب اسلامی نیار همچنان روستایی در شرق شهر اردبیل شناخته میشد تا اینکه در سال ۱۳۸۰ به شهر اردبیل پیوست و به عنوان یکی از محلات اردبیل شناخته شد.

## جمعیّت
بر اساس سرشماری سال ۱۳۸۵ جمعیت این محله ۸٬۴۰۵ نفر میباشد.